# چالبتان
چالبطان، روستایی از توابع بخش مرکزی شهرستان لردگان در استان چهارمحال و بختیاری ایران است و در کنار محله خاردان قرار دارد.
اکثر مردم این روستا کشاورز هستند و بیشتر در زمینهایشان کشت برنج رونق دارد که با نام (تولکی) شناخته می شود

## جمعیت
این روستا در دهستان میلاس قرار دارد و براساس سرشماری مرکز آمار ایران در سال ۱۳۹۵، جمعیت آن۲۴۱ نفر (۷۴خانوار) بوده‌است.